# 月湖街道 (宁波市)
月湖街道，是中华人民共和国浙江省宁波市海曙区下辖的一个乡镇级行政单位。因月湖而得名:144。

## 历史
宋、元、明、清时属鄞县东安乡白坛里西南隅，1927年属宁波市第一区、第三区，1935年属鄞县湖东镇、湖西镇，1949年5月属镇明区，1956年2月撤销镇明区设立湖西街道、县学街道，1960年6月改为海曙人民公社湖西分社、县学分社，1970年1月改属镇明区革命委员会，7月改为湖西革命委员会、县学革命委员会，1978年7月恢复湖西街道、县学街道，1984年改属海曙区，1992年10月湖西街道、仓桥街道部分区域、县学街道南大路以西部分、苍水街道中山西路以南部分合并为月湖街道:144:35:343。

## 行政区划
月湖街道下辖以下地区：
太阳社区、梅园社区、桂井社区、县学社区、迎凤社区、平桥社区和天一社区。